# دردسرهای یک چینی در چین
دردسرهای یک چینی در چین (به فرانسوی: Les tribulations d'un chinois en chine‎ یا به انگلیسی "Tribulations of a Chinaman in China") یک فیلم سینمایی کمدی و ماجراجویانه فرانسوی محصول سال ۱۹۶۵ با بازی ژان-پل بلموندو و اورزولا اندرس و کارگردانی فیلیپ د بروکا نویسندگی دنیل بلونژه که بر اساس رمان دیوار چین ساخته ژول ورن در سال ۱۸۷۹ ساخته شد.

## داستان
میلیونر آرتور لمپور از زندگی خسته شده‌است. او سعی می‌کند خود را بکشد اما موفق نمی‌شود، سپس تصمیم می‌گیرد به هنگ کنگ سفر کند تا ببیند آیا افسردگی وی قابل درمان است.
در هنگ کنگ، آرتور متوجه می‌شود که پولش از بین رفته‌است. آقای گو، معلم قدیمی او و یک فیلسوف چینی، وی را وادار می‌کند که بیمه نامه عمر را برای سود آلیس، نامزد آرتور و آقای گو، تهیه کند. گو قول می‌دهد که آرتور را به خاطر او بکشد.
سپس آرتور با الکساندرین، قوم‌شناس و رقصنده استریپتیز آشنا می‌شود. او تصمیم می‌گیرد که نیمرد، و قبل از اینکه گو بتواند یک ضارب را استخدام کند، برای پیگیری گو می‌رود.

## تولید
فیلمبرداری با عنوان ماجراهای چینی در چین در ۵ ژانویه ۱۹۶۵ در نپال آغاز شد. اورسولا آندرس در فوریه ۱۹۶۵ عازم هنگ کنگ شد. فیلمبرداری در هنگ کنگ و پاریس انجام شده‌است.